# Gare de Stambach
La gare de Stambach est une ancienne gare ferroviaire française de la ligne de Noisy-le-Sec à Strasbourg-Ville, située au hameau de Stambach, sur le territoire de la commune de Haegen, dans la collectivité européenne d'Alsace, en région Grand Est.
Elle est fermée à tout trafic, puis détruite à la suite d'un incendie.

## Situation ferroviaire
Établie à 203 mètres d'altitude, la gare détruite de Stambach est située au point kilométrique (PK) 453,474 de la ligne de Noisy-le-Sec à Strasbourg-Ville (dite ligne Paris – Strasbourg), entre les gares de Lutzelbourg et de Saverne.
L'axe de l'ancien bâtiment voyageurs (situé peu après un passage à niveau) marque une transition de limite de vitesse, cette dernière étant relevée de 120 à 130 km/h en direction de Strasbourg (et inversement vers Paris).

## Histoire
La gare de Stambach fut construite par la Direction générale impériale des chemins de fer d'Alsace-Lorraine (EL)[Quand ?].
Le 19 juin 1919, la gare entrait dans le réseau de l'Administration des chemins de fer d'Alsace et de Lorraine (AL), à la suite de la victoire française lors de la Première Guerre mondiale. Puis, le 1er janvier 1938, cette administration d'État formait avec les autres grandes compagnies la SNCF, qui devient concessionnaire des installations ferroviaires de Stambach. Cependant, après l'annexion allemande de l'Alsace-Lorraine, c'est la Deutsche Reichsbahn qui gère la gare pendant la Seconde Guerre mondiale, du 1er juillet 1940 jusqu'à la Libération (en 1944 – 1945).
En 1962, la gare comportait un quai militaire. Par ailleurs, une scierie disposait d'un embranchement particulier.
Au service d'été 1966, la gare de Stambach était desservie quotidiennement par un omnibus Sarrebourg - Saverne à 7 h, par un omnibus Strasbourg - Sarrebourg à 7 h 11, 11 h 10 et 14 h 35 (les samedis), par un direct Strasbourg - Metz à 7 h 34 (uniquement les dimanches et fêtes), par des omnibus Sarrebourg - Strasbourg à 8 h 16, 12 h 03 et 17 h 55, par des omnibus Saverne - Sarrebourg à 18 h 20 et 19 h 26, par un omnibus Sarrebourg - Saverne à 19 h 04 et par un direct Metz - Strasbourg à 20 h 23.
Au service d'été 1975, la gare de Stambach était desservie quotidiennement par un omnibus Sarrebourg - Strasbourg à 7 h 08 et par un omnibus Saverne - Sarrebourg à 18 h 16.
En 1979, la gare était quotidiennement desservie par quelques trains omnibus, effectuant des missions entre les gares de Sarrebourg et de Saverne (voire Strasbourg-Ville).
La gare ouverte la plus proche est celle de Saverne.

## Patrimoine ferroviaire

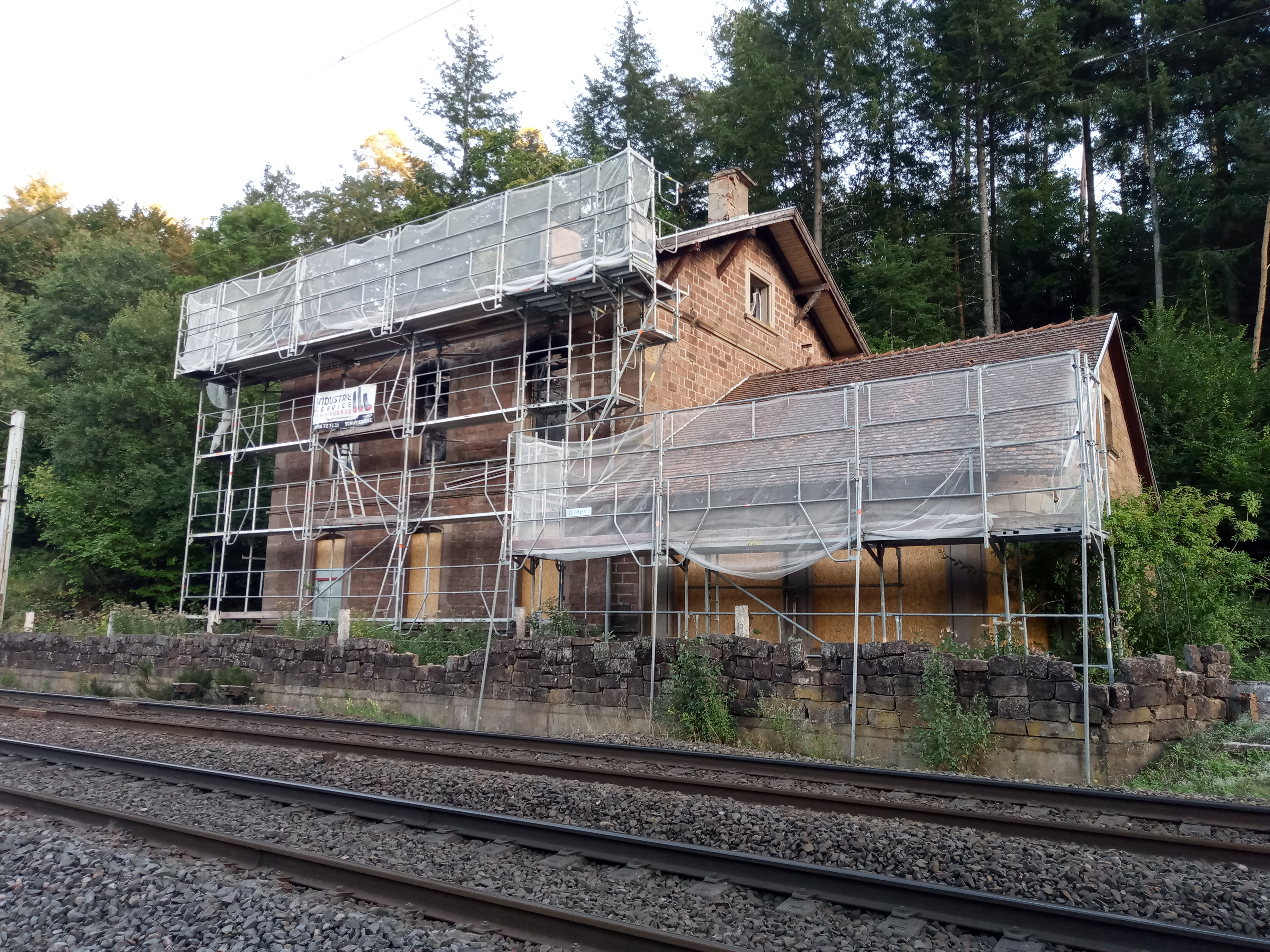
L'ancien bâtiment voyageurs, après l'incendie.

L'ancien bâtiment voyageurs a d'abord été vendu à un particulier et était devenu une habitation privée. Alors désaffecté depuis des années (selon la SNCF), il fut victime d'un incendie le 25 novembre 2019, puis démoli[Quand ?].